# Danijar Üssönow
Danijar Üssönow (* 9. März 1960 in Frunse, heute Bischkek) ist ein kirgisischer Politiker und war von Oktober 2009 bis April 2010 Premierminister von Kirgisistan.

## Werdegang
Danijar Üssönow studierte Ingenieur- und Rechtswissenschaften. Anfang der 1990er Jahre arbeitete er in der Verwaltung des Oblus Tschüi. 1993 bis 1994 war er Direktor einer britisch-kirgisischen Investitionsgesellschaft.
Seine politische Laufbahn begann Üssönow 1995. In diesem Jahr wurde er Abgeordneter und Vize-Präsident des kirgisischen Parlaments. Zugleich war er Vorsitzender des Parlamentsausschusses für Steuer-, Zoll- und Bankenwesen. Von 2000 bis 2005 arbeitete er in der Privatwirtschaft. Von 2005 bis 2007 war er stellvertretender Premierminister. Im Oktober 2007 wurde er per Präsidentenerlass zum Bürgermeister der Hauptstadt Bischkek ernannt. Von Januar 2009 bis zu seiner Nominierung als Premierminister am 21. Oktober 2009 war er Leiter der kirgisischen Präsidialverwaltung.
Am 7. April 2010 trat Üssönow im Zuge der Massenproteste in Kirgisistan, die sich dann zu einer Revolution ausweiteten, zurück und floh ins Vereinigte Königreich.
In seiner Abwesenheit wurde Üssonow im Juni 2013 von einem kirgisischen Gericht zu 15 Jahren Freiheitsstrafe verurteilt.
Seit 2017 wohnt Üssonow unter dem Namen Daniel Uritskij in Weißrussland und leitet dort die UAB „Belorussische Nationale Biotechnologie-Gesellschaft“.